# Geobiastes squamiger
La carraca terrestre escamosa (Geobiastes squamiger) es una especie de ave coraciforme de la familia Brachypteraciidae endémica de Madagascar.

## Distribución geográfica yhábitat
Se encuentra en las regiones de toda la costa este de Madagascar. Su hábitat preferido son los bosques húmedos primarios con vegetación herbácea corta de altitudes bajas. Está amenazada por la pérdida de hábitat.